# Рождественские встречи
«Рождественские встречи» — ежегодная концертная рождественская телепрограмма. В некоторых источниках ежегодная концертная рождественская программа позиционируется как ежегодный концертный рождественский фестиваль. Концерты проходили и снимались в декабре уходящего года, а демонстрировались по телевидению перед православным Рождеством Христовым 7 января или во время него: в 1989—1991 годах — Первой программой ЦТ; в 1991—1995 годах — 1-м каналом Останкино; в 1997—1998, 2012—2013 годах — ОРТ/«Первым каналом»; в 1998—2001, 2003—2004 годах — НТВ; в 2000—2002, 2009—2010 годах — РТР/«Россией»/«Россией-1».

## История
Поскольку «Рождественские встречи» проводились и снимались в декабре уходящего года, а транслировались по телевидению в январе нового года, возникает путаница с датами: премьера на публику в одном году, а на ТВ — в следующем. Правильно датировать по году телепоказа, то есть, например, первый выпуск называть «Рождественские встречи-89» (хотя снимались они в 1988 году).
С 1988 по 1992 год «Рождественские встречи» проходили в спорткомплексе «Олимпийский». В каждом декабре концерты проводились в течение нескольких дней, в один из дней концерт снимали и запись затем показывали по телевидению. За период 1988—1992 годов концерты были проведены 81 раз. В последующие годы программу часто снимали без зрителей, исключительно как телевизионный проект: в 1993 году в клубе «Жар-птица» на Кудринской площади, а в 1994-м — на даче у Валерия Леонтьева. В 1995 и 1996 годах, в связи с творческим отпуском Аллы Пугачёвой, «Рождественские встречи» не проводились. После возвращения на сцену в 1997 году певица возродила концертную программу, которая вновь прошла в «Олимпийском». На этих встречах впервые с 1990 года участвовали почти все исполнители.
В 1998 году «Рождественские встречи» не проводились в связи с тем, что в конце года у Пугачёвой были сольные концерты в Москве. По словам артистки, два проекта сразу она не осилила бы.
В 1999 году «Рождественские встречи» были сняты на даче у Пугачёвой, в 2000-м — в Московском театре оперетты, в 2001 — в московском казино «Кристалл»; с 2002 по 2008 год не проводились вовсе. В 2009 году Пугачёва возродила их уже на Украине, где они прошли во Дворце спорта в Киеве. После чего последовала очередная пауза, на этот раз на два года (2010—2011). В 2012 году программа вернулась в «Олимпийский». Последние на сегодняшний день «Рождественские встречи» были проведены там, где когда-то и появились.
В конце 2001 года на РТР вышел 12-серийный документальный сериал «Вспоминая Рождество», посвящённый «Рождественским встречам». Каждая серия фильма рассказывала о конкретном фестивале и состояла из дайджеста лучших номеров, воспоминаний участников, а также комментариев Пугачёвой. Автор и сценарист сериала Глеб Скороходов потом выпустил книгу «Алла и Рождество», которая представляет собой адаптацию сценария программы. Книга неоднократно переиздавалась (причём под разными названиями), а общий тираж превысил 20 000 экземпляров.
В декабре 2012 года накануне предстоящих «Рождественских встреч» «Первый канал» подготовил специальный выпуск программы Андрея Малахова «Сегодня вечером», посвящённый исполнителям, которые в разные годы принимали участие в «Рождественских встречах». Гостями программы стали более 40 артистов, в том числе Алла Пугачёва, Кристина Орбакайте, Филипп Киркоров, Максим Галкин, Игорь Николаев, Ольга Кормухина, Борис Моисеев и другие деятели советской и российской эстрады.
Последний раз «Рождественские встречи» вышли в 2013 году. В дальнейшем рождественские концерты стал проводить Григорий Лепс.

### 1988 год
I песенный фестиваль «Рождественские встречи-89». Проходил в СК «Олимпийский» 11—21 декабря 1988 года. Было проведено 11 концертов, весь сбор от которых шёл в фонд помощи пострадавшим от землетрясения в Армении.
Участники: Александр Градский (18—21 декабря, в телеверсию его выступление не вошло), Александр Кальянов, Владимир Пресняков, Ольга Кормухина, Родион Газманов, Крис Кельми, Владимир Пресняков-старший, Александр Малинин, Александр Левшин, Игорь Корнелюк, Владимир Кузьмин, Филипп Киркоров, группа «Электроклуб» (солист Виктор Салтыков).
Ведущие: Алла Пугачёва и Юрий Николаев.
1. «Рок-Ателье» — Распахни окно
2. Ольга Кормухина — Время пришло
3. Ольга Кормухина — Праздник, который пока не со мной
4. Филипп Киркоров — Да не смотри ты на часы
5. Родион Газманов — Карлсон
6. Александр Малинин — Ямщик, не гони лошадей
7. Александр Малинин — Забава
8. Балет «Рецитал»
9. Виктор Салтыков и группа «Электроклуб» — Схожу с ума
10. Виктор Салтыков и группа «Электроклуб» — Кони в яблоках
11. «Рок-Ателье» — Хамелеоны
12. Александр Левшин — Афганский реквием
13. Александр Кальянов — Живем мы недолго…
14. Александр Кальянов — Ты танцуешь…
15. Балет «Рецитал» — Такси
16. Игорь Корнелюк — Дым
17. Игорь Корнелюк — Мало ли…
18. Балет «Рецитал» — Ночное рандеву
19. Владимир Пресняков — Папа, ты сам был таким
20. Владимир Пресняков — Недотрога
21. Алла Пугачева — Монолог
22. Алла Пугачева — Птица певчая
23. Алла Пугачева — Сбереги тебя судьба
24. Алла Пугачева — В родном краю
25. Алла Пугачева — Найти меня
26. Алла Пугачева — Бокал
27. Алла Пугачева — Сто друзей
28. Алла Пугачева — Радуйся

### 1989 год
II песенный фестиваль «Рождественские встречи-90». Проходил в СК «Олимпийский» 2—17 декабря 1989 года. Было проведено 20 концертов.
Участники: Александр Буйнов, Ольга Кормухина, Александр Малинин, Владимир Пресняков, Руслан Горобец, Александр Барыкин, Александр Кальянов, Леон Бергер, Филипп Киркоров, Любэ, A-Studio, Владимир Пресняков-старший, Андрей Вознесенский, танцевальная труппа Bанчжэсан из Пхеньяна (КНДР), ансамбль «Народная опера», группа «НРГ», Илья Резник, группа «Белый камень», братья Гадюкины, рок-балет «Телефон», группа «Первое причастие». Также дебютировал вернувшийся из США Анатолий Днепров.
Всего 24 участника.

### 1990 год
III песенный фестиваль «Рождественские встречи-91». Проходил в СК «Олимпийский» 6—25 декабря 1990 года. Было проведено 20 концертов.
Участники: A-Studio, Александр Буйнов, Владимир Пресняков, Александр Кальянов, Лариса Долина, Феликс Дадаев, Владимир Маркин, Аркадий Укупник, Руслан Горобец, группы «Оризонт», Рондо, Василий Акимов и «Мономах», Евгений Куликов и группа «Куликово поле», Вадим Лоткин, Елена Преснякова, Виктор Салтыков, Лена Перчук, Сергей Челобанов, Любэ, Кабаре-дуэт «Академия», Александр Барыкин и Анатолий Днепров.

### 1991 год
IV песенный фестиваль «Рождественские встречи-92». Проходил в СК «Олимпийский» 6—8, 9—15, 17—22 декабря 1991 года. Было проведено 16 концертов. Участники: Александр Буйнов, Александр Кальянов, Владимир Пресняков, Кар-Мэн, Анатолий Днепров, Анастасия, Екатерина Шаврина, Александр Морозов, Виктор Резников (выступление в телеверсию не вошло), Анжелика Варум, Руслан Горобец, Илья Резник, Сергей Чумаков, Ольга Лебедева, Любэ, Сергей Челобанов, кабаре-дуэт «Академия», группа «Твой день» (был показан её видеоклип, в концертах участия не принимала).
Планировалось выступление Михаила Боярского, но по неизвестным причинам этого не произошло.
1. Екатерина Шаврина — Ночь
2. кабаре-дуэт «Академия» — Танцуй, прохожий
3. Александр Морозов — Пивка бы
4. Руслан Горобец — Непоседа
5. Сергей Чумаков — На Тверской
6. Анжелика Варум — Паренек
7. Анжелика Варум — Одна
8. Анастасия — Жёлтый дым
9. Екатерина Шаврина — Молодки
10. Александр Буйнов — Хрусталь и шампанское
11. Илья Резник — Лошадка
12. Илья Резник — Любовь должна быть доброю
13. Ольга Лебедева — Я от тебя без ума
14. Александр Иванов — Я вернусь
15. Твой День — Влюбленный май (видеоклип)
16. Кар-Мэн — День рождения в Монте-Карло
17. Кар-Мэн — Карибская девчонка
18. Владимир Пресняков — Стюардесса Жанна
19. Владимир Пресняков — Реггей
20. Владимир Пресняков — Если нет тебя со мной
21. кабаре-дуэт «Академия» — Тома
22. Алла Пугачева — Не оставляй меня одну
23. Алла Пугачева — Мимоходом
24. Алла Пугачева — Если я…
25. Алла Пугачева — Ты не мужчина
26. Алла Пугачева — Кристиан
27. Алла Пугачева — Беглец
28. Алла Пугачева — Озеро надежды
29. Алла Пугачева — Последний вальс

### 1992 год
V песенный фестиваль «Рождественские встречи-93». Проходил в СК «Олимпийский» 5—20 декабря 1992 года. Было проведено 16 концертов.
Участники: Александр Буйнов, Александр Кальянов, Анатолий Днепров, Владимир Пресняков, Кристина Орбакайте, Аркадий Укупник, Сергей Крылов, Игорь Николаев, Лика Стар, Андрей Сапунов, Владимир Кузьмин, A-Studio, Сергей Челобанов, Гуляй поле, Любэ, Ирина Отиева, кабаре-дуэт «Академия», Екатерина Семёнова, Екатерина Шаврина, Юрий Шатунов, Андрей Мисин, группа «Мальчишник».
1. Андрей Сапунов — Секрет бытия
2. группа «Гуляй поле» — Развернись душа
3. группа «Любэ» — Старый барин
4. группа «Любэ» — Давай, давай
5. Екатерина Шаврина — Нет, не погасли
6. Юрий Шатунов — Звёздная ночь
7. Кабаре-дуэт «Академия» — Аргентина
8. Сергей Крылов — Друга нет
9. Ирина Отиева — Что ты думаешь об этом?
10. группа «А-Студио» — Солдат любви
11. Аркадий Укупник — Петруха
12. Андрей Мисин — Гости
13. Андрей Сапунов — Жизнь
14. Лика МС — S.O.S.
15. Cергей Челобанов — О, Боже
16. Александр Кальянов — Пароход
17. Александр Буйнов — Пересилить боль
18. Кристина Орбакайте — Поговорим
19. Игорь Николаев — Поздравляю
20. Владимир Пресняков (младший) — Замок из дождя
21. Владимир Пресняков (младший) — Не болтай во сне
22. Кабаре-дуэт «Академия» — Mistry
23. Екатерина Семенова — Купаюсь в любви как в шампанском
24. Владимир Кузьмин — Пилигрим
25. Владимир Кузьмин — Ночной звонок
26. Алла Пугачева — Ах, как живется мне сегодня
27. Алла Пугачева — Большак
28. Алла Пугачева — Не отрекаются любя
29. Алла Пугачева — Снежный мальчик
30. Алла Пугачева и Сергей Челобанов — Сыграем в любовь
31. Алла Пугачева — Осенний поцелуй
32. Алла Пугачева — Близкие люди
33. Алла Пугачева со всеми участниками — Долгой дорогой

### 1993 год
VI песенный фестиваль «Рождественские встречи-94». Снимался без зрителей в клубе «Жар-птица» 15—16 декабря 1993 года.
Участники: Александр Буйнов, Кристина Орбакайте, Аркадий Укупник, Филипп Киркоров, Игорь Николаев, Алена Свиридова, Владимир Жириновский, Валерий Меладзе, Богдан Титомир, Лайма Вайкуле, Александр Серов (вне съемок), группа «Гуляй», Сергей Челобанов, Валерий Леонтьев (вне съёмок), Игорь Силиверстов, Любэ, Владимир Пресняков (вне съемок), Андрей Державин, На-на, «Ван Моо», A-Studio, «Моральный кодекс», кабаре-дуэт «Академия», София Ротару (вне съёмок)
1. Сергей Челобанов — Ночи и дни
2. Группа «Ван Моо» — Все братья
3. Валерий Меладзе — Лимбо
4. Сергей Челобанов — Новолуние
5. Группа «Гуляй» — Остановитесь, дядя
6. Кабарэ-дуэт «Академия» — Баден-Баден
7. Александр Серов — Сюзанна
8. Алена Свиридова — Кончилась зима
9. Группа «А-Студио» — Я не твой
10. Группа «Рондо» — Жить веселей
11. Аркадий Укупник — Осенний лист
12. Богдан Титомир — Ерунда
13. Игорь Николаев — Деньги не в счет
14. Группа «На-На» — Упала шляпа
15. Лайма Вайкуле — Чёрная роза
16. Группа «Моральный кодекс» — Ищу тебя
17. Владимир Пресняков-мл. — Если нет тебя со мной
18. Сергей Челобанов — Это не финал
19. Кристина Орбакайте — Дождь
20. Алла Пугачева — Да, да, нет, да
21. Филипп Киркоров — Примадонна
22. Сергей Челобанов — Не обещай
23. Александр Буйнов — Красавица жена
24. Группа «Любэ» — Шпарю
25. София Ротару — Ночной мотылек
26. Группа «На-На» — Белый пароход
27. Алла Пугачева — Свирель
28. Все участники — Свечи зажги

### 1994 год
VII песенный фестиваль «Рождественские встречи-95». Снимался без зрителей на даче Валерия Леонтьева 13—15 декабря 1994 года.
Участники: Валерий Леонтьев, Екатерина Шаврина, Кристина Орбакайте, Дмитрий Маликов, Филипп Киркоров, На-на, Евгений Кемеровский, Линда, Любовь Успенская, кабаре-дуэт «Академия», группа «Гуляй», Лада Дэнс, Ефим Шифрин и другие
 В 1995 и 1996 году фестиваль был отменён в связи с творческим отпуском Аллы Пугачёвой.

### 1997 год
VIII песенный фестиваль «Рождественские встречи-98». Проходил в СК «Олимпийский» с 19 по 21 декабря 1997 года.
Участники: Рустем Султан, Анита Цой, Григорий Лепс, Мурат Насыров, X-миссия, Татьяна Овсиенко, Наташа Королёва, Влад Сташевский, Игорь Николаев, Марина Хлебникова, Вячеслав Быков, Лариса Долина, Профессор Лебединский, Филипп Киркоров, Ногу свело!, Кристина Орбакайте, Лада Дэнс, Валерий Леонтьев, Александр Иванов, Двое, Ирина Салтыкова, Наталья Медведева, Борис Моисеев, Тет-а-тет, Алёна Апина, Станислав Макаров, Ольга Дзусова, Ариэль, Татьяна Буланова, Илья Резник, Елена Либен (Воробей), Штар, Президент и Амазонка, ВА-БАНКЪ, ЧайФ, ЛЮБЭ, Сергей Галанин, Александр Шевченко, Маэстро Якулов и Олег из Израиля, Александр Кальянов, Анатолий Днепров, Дюна, Кабриолет.
Впервые за всю историю существования состоялся дебют сразу 33 участников, также вернулся после пятилетнего перерыва во «РВ» Анатолий Днепров. Также на фестивале должны были выступить Иванушки International и Мумий Тролль, но этого не случилось — в итоге, «Иванушки» появятся уже на «РВ-2000», а «Мумий Тролль» за всю историю существования ни разу не выступил на «Рождественских встречах».
Александр Иванов «Боже какой пустяк»
Руст «Молитва»
Анита Цой «На обессиленных руках»
Валерий Меладзе «Маменька»
Борис Моисеев «Глухонемая любовь»
АЛЛА ПУГАЧЕВА «МЫ В ЭТОЙ ЖИЗНИ»
Наташа Королева «Каждая маленькая девочка мечтает о большой любви»
Влад Сташевский «Сеньорита Наташка»
Игорь Николаев «Не судите»
Руст «Ой, жаль»
Марина Хлебникова «После»
АЛЛА ПУГАЧЕВА «А ТЫ НЕ ЗНАЛ»
Вячеслав Быков «Любимая моя»
Лариса Долина «Хочу быть любимой»
Профессор Лебединский «Я спросил у ясеня»
Филипп Киркоров «Это целый мир»
Группа «Ногу свело» «Рождественская колыбельная»
Лада Дэнс «Хамелеон любви»
Дуэт «Двое» «Зной»
Ирина Салтыкова «Белый рыцарь»
Филипп Киркоров «Нас было шестеро»
Наталья Медведева «Украденное прошлое»
Борис Моисеев «Крошка»
Алена Апина «Все останется по прежнему»
Александр Иванов «Ночь»
Татьяна Овсиенко «Колечко»
Илья Резник «Вдовушка»
Группа «Ариэль» «Когда б имел я»
Татьяна Буланова «Серебристый тополь»
Мурат Насыров «Судьбинушка»
Группа «Штар» «Очи черные»
Дуэт «Президент и Амазонка» «Детская плясовая»
Группа «Ва-Банкъ» «Маршруты московские»
Группа «ЧайФ» «Вольный ветер»
Группа «Любэ» «Ишо»
Группа «Ва-Банкъ» «Пьяная песня»
Кристина Орбакайте «Музыкант»
АЛЛА ПУГАЧЕВА «СЧАСТЬЕ»
Илья Резник «Белая Москва»
Филипп Киркоров «Конфетки-бараночки»
Александр Шевченко «Будет все, как ты захочешь»
Александр Кальянов «Вальс»
Александр Кальянов и Владимир Пресняков «Старина»
Группа «Дюна» «Чи чи га»
Анита Цой «Полет»
Наташа Королева и Игорь Николаев «Зимние месяцы»
АЛЛА ПУГАЧЕВА «ПЕСНЯ О МОСКВЕ»
АЛЛА ПУГАЧЕВА «ФИНАЛЬНАЯ ПЕСНЯ / СОЛНЦЕ В ОБЛАКАХ»
 В 1998 году фестиваль не проводился в связи с запланированными на конец года сольными концертами Аллы Пугачёвой «Избранное». 

### 1999 год
IX песенный фестиваль «Рождественские встречи-2000». Снимался без зрителей на даче Аллы Пугачёвой в декабре 1999 года.
| Участники                              | Песня                           |
| -------------------------------------- | ------------------------------- |
| Игорь Крутой                           | Пьеса                           |
| Горница                                | Коляда                          |
| Жанна Бичевская                        | Господи, помилуй!               |
| Горница                                | Рождество                       |
| Наталия Власова                        | На тебя обиделась               |
| ЛЮБЭ                                   | Ветер-ветерок                   |
| Александр Кальянов                     | Хрустнули огурчиком             |
| Игорь Николаев                         | Разбитая чашка                  |
| Анатолий Днепров                       | Шалом                           |
| Соня Баженова                          | Без тебя                        |
| Александр Иванов                       | Моя неласковая Русь             |
| Виктор Рыбин, Наталья Сенчукова        | Старый сарай                    |
| Николай Караченцов                     | Молитва                         |
| Вячеслав Добрынин                      | Не берите в голову              |
| Анатолий Днепров                       | Не провожай                     |
| Александр Розенбаум                    | Подари, Господь, мелодию        |
| Полина Ростова                         | Падала звезда                   |
| Профессор Лебединский                  | Доча                            |
| А'Студио                               | Виртуальная любовь              |
| Премьер-министр                        | Кто тебе меня заменит           |
| Екатерина Семёнова                     | Ангел-хранитель                 |
| Александр Розенбаум                    | Кантри на завалинке             |
| Николай Трубач                         | Кристина                        |
| Кристина Орбакайте                     | Десять вечеров                  |
| Алёна Апина, Лолита                    | Женская дружба                  |
| Филипп Киркоров                        | Шёлковая нить                   |
| Александр Маршал                       | Может быть                      |
| Ирина Аллегрова                        | Шалая                           |
| Александр Кальянов, Владимир Пресняков | Здорово, старина                |
| Мюзикола                               | Я не забуду тебя                |
| Кристина Орбакайте                     | Бесприютная душа                |
| Алёна Апина                            | Сенсация                        |
| Иванушки International                 | Об этом я буду кричать всю ночь |
| Братья Воробьёвы                       | Мне б такую маму                |
| Борис Моисеев, Алла Пугачёва           | Две свечи                       |
| Александр Буйнов                       | Чёрный карандаш                 |
| Алла Пугачёва                          | Белый снег                      |
| Филипп Киркоров                        | Любить обещаю                   |
| Филипп Киркоров                        | До новой встречи                |

### 2000 год
X песенный фестиваль «Рождественские встречи-2001» («В гостях у „Метро“»). Проходил в московском Театре оперетты 6—8 декабря 2000 года.
Участники: артисты театра-мюзикла «Метро», Шао-Бао, ЛЮБЭ, Евгений Осин, Лесоповал, Филипп Киркоров, Иван Купала, Ольга Арефьева и группа «Ковчег», «Високосный год», Кристина Орбакайте, Хали-Гали, Владимир Пресняков-мл, Отпетые мошенники, Дюна, Децл, Белорусские песняры, Сетора, Витас, Любовь Казарновская, Борис Моисеев, Жанна Агузарова, Алсу, Александр Буйнов, Антон Челноков, Дмитрий Маликов, Александр Маршал, Земфира, Би-2, Гарик Сукачёв и гр. «Неприкасаемые». Также дебютировали группы «Демо» и «Револьверс».

### 2001 год
XI песенный фестиваль «Рождественские встречи-2002». Снимался без зрителей в московском казино «Кристалл» 11—12 декабря 2001 года.
Эфир: 7 января 2002 года (РТР), 8 января 2002 года (1+1).
Участники: Жасмин, 7Б, Дюна, Александр Маршал, Александр Буйнов, Револьверс, ВИА Гра, Динамит, Диана Гурцкая, Дискомафия, Танцы минус, Кристина Орбакайте, Макс, Максим Галкин, Анастасия Максимова, Лолита, Николай Басков, Батырхан Шукенов, Любаша, Елена Воробей, Борис Моисеев, Децл, Океан Ельзи, Филипп Киркоров, Анна Резникова, Валерий Леонтьев, Чай вдвоём, Гости из будущего, Персона Нон грата, Фрида, ЛЮБЭ, Штар, Елена Решетняк, Унесённые ветром.
В 2002 году «Рождественские встречи» были изданы на DVD.
 С 2002 по 2008 год фестиваль не проводился.

### 2009 год
XII песенный фестиваль «Рождественские встречи-2010». Проходил во Дворце спорта в Киеве 12 декабря 2009 года.
Эфир: 5 января 2010 («Россия»/«Россия-1», Россия), 7 января 2010 («Интер», Украина).
Участники: София Ротару, Филипп Киркоров, Кристина Орбакайте, Борис Моисеев, Кай Метов, Анастасия Волочкова и другие. Всего более 40 исполнителей и коллективов из России и с Украины.
В 2010 и 2011 году фестиваль не проводился.

### 2012 год
XIII песенный фестиваль «Рождественские встречи-2013». Проходил в СК «Олимпийский» 8 декабря 2012 года.
Эфир: 7 января 2013 (Первый канал).
Режиссёры: Сергей Шестеперов, Олег Боднарчук.
Участники: группы «Фанатика», «Мачете», «Город 312», «Би-2», «А’Студио», «Ундервуд»; сольные исполнители: Ёлка, Алишер, Ольга Кормухина, Борис Моисеев, Пелагея, Ева Польна, Владимир Пресняков, Тимур Родригес, Александр Буйнов, Лолита, Кристина Орбакайте, Денис Майданов, Филипп Киркоров, Светлана Лобода, Жанна Агузарова, Евгений Маргулис и Стас Пьеха. После практически трёхлетнего перерыва спела и сама Алла Пугачёва. Она представила четыре новые песни, а также заново записанную песню Александра Зацепина «Ты не стал судьбой» из кинофильма «Женщина, которая поёт» (1978).

## Исполнители
Состав исполнителей меняется от года к году. Частыми участниками являются: Александр Буйнов, Максим Галкин, Александр Кальянов, Филипп Киркоров, Александр Маршал, Борис Моисеев, Игорь Николаев, Кристина Орбакайте, Владимир Пресняков, Илья Резник, Валерий Меладзе.
Также частым участником был Анатолий Днепров, который пришёл в «РВ» после возвращения из Северной Америки в 1989 году. После пятилетнего отсутствия на «РВ» в 1997 году он вернулся, а затем в 2001 году покинул их.

## Рождественские встречи на CD, DVD, VHS и т.д
- Рождественские встречи — двойной LP-альбом (1991)
- Рождественские встречи — двойной LP-альбом (1992)
- Рождественские встречи — 3CD, 3MP, 2VHS (1997)
- Алла Пугачёва в Рождественских встречах XX века — практически все выступления Аллы Пугачёвой с 1989 по 2001 годы, 3CD, 3MP, VHS (2001)
- Рождественские встречи Аллы Пугачёвой 2000 — DVD (2001)
- Рождественские встречи в гостях у Метро — DVD (2001)
- Рождественские встречи 2002 — DVD (2002)
- Вспоминая Рождество — документальный фильм РТР о «Рождественских встречах». 12 серий, 4VHS (2002)
- Книга Глеба Скороходова «Алла и Рождество». По документальному фильму «Вспоминая Рождество», (2002)
- Книга Глеба Скороходова «Неизвестная Пугачёва». Переиздание книги «Алла и Рождество» с добавлением восьми новых глав (2010)
- Книга Глеба Скороходова «Алла Пугачёва. Как она есть». Переиздание книги «Алла и Рождество».